# Simona Brambilla
Simona Brambilla   (Monza, 27 de març de 1965)  és una monja catòlica italiana que des de 2025 exerceix com a Prefecta del Dicasteri d'Instituts de Vida Consagrada i Societats de Vida Apostòlica. És membre dels Missioners de la Consolata i és la primera dona que dirigeix un departament de la Cúria Romana.
Brambilla va dirigir la branca de dones de les Missioneres de la Consolata del 2011 al 2023 i es va convertir en la primera dona secretària del Dicasteri d'Instituts de Vida Consagrada l'octubre de 2023. Això la va convertir en una de les dones amb més responsabilitat de la Cúria.

## Biografia
Brambilla va néixer a Monza, a Llombardia, el 27 de març de 1965. Va obtenir un diploma d'infermeria l'any 1986 i va treballar a l'Hospital L. Mandic de Merate (província de Lecco). Va ingressar a l'Institut de les Germanes Missioneres de Consolata el 1988 i va fer la seva primera professió religiosa el 1991. Es va llicenciar en psicologia per l'Institut de Psicologia de la Pontifícia Universitat Gregoriana el 1998.
A partir de 1999, després de fer la seva professió definitiva, va ser responsable de la pastoral juvenil al Centre d'Estudis Macua Xirima a Maua, Moçambic.
Va ensenyar del 2002 al 2006 a l'Institut Gregorià de Psicologia i allà va obtenir un doctorat en psicologia el 2008, amb una tesi sobre l'evangelització i la inculturació a Moçambic.
Va exercir com a consellera general del 2005 al 2011.
Va ser escollida per a un mandat de sis anys com a superiora general de la branca femenina de les Missioneres de la Consolata el 7 de juny de 2011 i per a un segon mandat el 2017, que va concloure el maig de 2023.
El papa Francesc la va escollir per participar al Sínode dels bisbes sobre la sinodalitat del 2023
El 8 de juliol de 2019, el Papa Francesc la va nomenar a ella i a sis persones més com a primeres dones membres del Dicasteri d'Instituts de Vida Consagrada i Societats de Vida Apostòlica. El 7 d'octubre de 2023, el papa Francesc la va nomenar primera dona secretària d'aquest Dicasteri.  És la segona dona que ocupa aquest rang en un dicasteri de la Cúria Romana després d'Alessandra Smerilli al Dicasteri per a la Promoció del Desenvolupament Humà Integral, mentre que altres dues dones tenen el mateix títol en altres departaments (no dicasteris): Nathalie Becquart al Sínode de Bisbes i Raffaella Petrini a la Governació de l'Estat de la Ciutat del Vaticà. El 13 de desembre de 2024, el papa Francesc la va nomenar a ella i a María Lía Zervino juntament amb dos cardenals designats per al XVI Consell Ordinari de la Secretaria General del Sínode. Van ser les primeres dones designades per a aquest càrrec.
El 6 de gener de 2025, el Papa Francesc la va nomenar Prefecta del Dicasteri d'Instituts de Vida Consagrada i Societats de Vida Apostòlica. Amb aquest nomenament va esdevenir la primera dona a dirigir un departament de la cúria romana.